# Модерна галерија Ваљево

</font

| Модерна галерија Ваљево |                                   |
|                         |                                   |
| Власник:                | Град Ваљево                       |
| Основана:               | 1985.                             |
| Седиште:                | Вука Караџића 11 · Ваљево Србија  |
| Директор:               | Марија Ђурић                      |
| Структура:              | - Галерија у приземљу и поткровљу |
| Веб презентација        | Званична презентација             |

Модерна галерија Ваљево je једна од јавних установа културе града. Основана је 1985. године на иницијативу сликара Љубе Поповића и уз помоћ, тада, Општине Ваљево. Од 2013. године галерија је и установа културе од националног значаја, статус који је стекла својим специфичним усмерењем ка неговању српског сликарства позно-модерног стила, посебно аутора који су били оснивачи и следбеници Медиале ифантастичног правца као наследника Медиале.

## Делатност галерије
Основна делатност галерије је културно–просветна, где се у њеном простору организују изложбе, реализују концерти класичне музике као и промоције монографија сликара који су излагали.
Од отварања галерије 27. новембра 1985. године са првом изложбом Љубе Поповића, организују се изложбе наших најеминентнијих сликара. За 30 године, Галерија је реализовала 72 изложби сликарима и то: Дади Ђурићу, Владимиру Величковићу, Леониду Шејки, Милени Павловић-Барили, Ољи Ивањицки, Синиши Вуковићу, Јалу, Тикалу, Светозар Самуровићи, Влади Дуњићу, Милану Туцовићу, Вуку Рачићу, Васи Доловачком, Кости Бунушевцу и многим другим. Сваку изложбу прати каталог и плакат који је изузетно квалитетно урађен и по чему смо још познати.
У току године организује се две до три изложбе, а у међупростору излаже слике из своје колекције. Галерија има две сталне поставке: Поклон-збирку академика Љубе Поповића и Поклон-збирку сликара који су излагали у Галерији од оснивања Галерије.
Галерија располаже са три изложбена простора, четири мања депоа, ликовном библиотеком и канцеларијом, укупне површине 254m². Ликовна библиотека као мини–библиотека, снабдевена је најпотребнијом литературом из света уметности и сликарства.

## Легат и колекција
Слике са прве изложбе је прерасла у сталну поставку и поклон збирку Љубе Поповића Модерној галерији. Слике су из тзв. Југословенског периода од 1953 – 1963. године и из 1985. године. Осим сталне поставке у оквиру Галерије је и изложбени простор где је реализујући изложбе, галерија оформила своју колекцију слика или поклон збирку од сликара који су излагали и по једно или више дела поклањали Модерној галерији, а неке слике су и откупљене од аутора. Колекција за сада броји око 520 дела.